# Best of You (Foo Fighters-dal)
A Best of You a Foo Fighters 2005-ben megjelent kislemeze. Ez az első kislemez a zenekar 2005-ös In Your Honor albumáról. 

## Helyezések és eladási minősítések

### Kislemez-listák
| Lista (2005)                          | Helyezés |
| ------------------------------------- | -------- |
| Ausztrália (ARIA)                     | 5        |
| Belgium (Ultratip Flanders)           | 3        |
| Belgium (Ultratip Wallonia)           | 11       |
| Egyesült Királyság (UK Singles Chart) | 4        |
| European Hot 100 Singles              | 14       |
| Hollandia (Single Top 100)            | 94       |
| Írország (IRMA)                       | 20       |
| Norvégia (VG-lista)                   | 23       |
| Olaszország (FIMI)                    | 36       |
| Svédország (Sverigetopplistan)        | 41       |
| US Billboard Hot 100                  | 18       |
| US Billboard Pop 100                  | 20       |
| US Alternative Songs (Billboard)      | 1        |
| US Mainstream Rock (Billboard)        | 1        |
| US Adult Top 40 (Billboard)           | 38       |
| Új-Zéland (Recorded Music NZ)         | 38       |

| Lista (2012)                       | Helyezés |
| ---------------------------------- | -------- |
| Ausztria (Ö3 Austria Top 40)       | 74       |
| Németország (Media Control Charts) | 85       |